# Horncliffe
Horncliffe – wieś w Anglii, w hrabstwie Northumberland. Leży 91 km na północ od miasta Newcastle upon Tyne i 488 km na północ od Londynu. W 2001 miejscowość liczyła 374 mieszkańców.